# 霍羅胡瓦特卡河
霍羅胡瓦特卡河（烏克蘭語：Горохуватка），是烏克蘭的河流，位於該國中北部，屬於羅斯河的左支流，發源自新西爾基，流經基輔州，河道全長53公里，流域面積489平方公里。